# Pravoslav Sukač
Pravoslav Sukač (* 24. ledna 1964) je bývalý český fotbalista, záložník.

## Fotbalová kariéra
Hrál za Baník Ostrava, RH Cheb a Zbrojovku Brno. V československé lize nastoupil ve 38 utkáních. Reprezentoval Československo na Mistrovství světa ve fotbale hráčů do 20 let 1983 v Mexiku.

## Ligová bilance
| Ročník                                   | Zápasy | Góly | Klub          |
| ---------------------------------------- | ------ | ---- | ------------- |
| 1. československá fotbalová liga 1981/82 | 11     | 0    | Baník Ostrava |
| 1. československá fotbalová liga 1983/84 | 1      | 0    | Baník Ostrava |
| 1. československá fotbalová liga 1985/86 | 25     | 0    | RH Cheb       |
| 1. československá fotbalová liga 1986/87 | 1      | 0    | Baník Ostrava |
| CELKEM                                   | 38     | 0    |               |